# Hűtő (laboratórium)

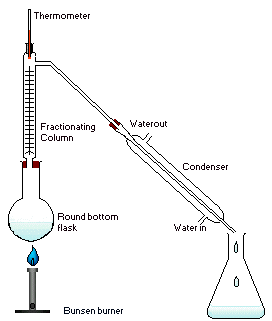
A képen két különböző hűtőt láthatunk: egy Vigreux hűtőt, melyet mint frakcionáló egységet használnak és egy Liebig-hűtőt, amely a Vigreux hűtőt elhagyó gőzöket kondenzálja le és az így keletkezőfolyadékot gyűjtjük össze a jobb oldali edénybe.

A hűtő a laboratóriumi üvegedények egy típusa, amelyet forró gőzök folyadékká történő hűtésére és kondenzálására használunk. A hűtők rendszerint egy nagy üveg hengert tartalmaznak, melyben egyenes, vagy tekert kisebb átmérőjű üveghenger van. A külső és belső üvegek közötti tér a köpeny, leggyakrabban ebben a térben folyik a hűtőközeg (például hűtővíz), míg a belső hengeren belül kondenzáltatjuk a gőzöket. A működéshez szükséges, hogy a két tér között nincs anyagáram (nincsenek összekapcsolva). A belső üveg henger (esetenként spirál-szerűen néz ki) végei általában üvegcsiszolattal vannak ellátva. A felső vége forralásnál vagy légkörre nyitott, vagy egy buborékoltatóhoz van kapcsolva, esetleg szárítócsővel, hogy megakadályozzuk a nedvesség bejutását a rendszerbe. A külső üveghengernek van egy bemenete és egy kimenete a hűtőközegre. Hűtőközegként a vízen kívül használhatunk különböző fagyálló folyadékokat, ezeknek azonban a hatékonyság érdekében folyamatosan áramlaniuk kell. Hogy a hűtés jó hatásfokú legyen, a hűtőközeg mindig alulról lép be a köpenybe, és felül folyik ki. Több hűtő is kapcsolható egymás után. Leggyakrabban a laboratóriumban használt hűtők esetében a nagy áramlási sebességek nem szükségesek.

## Felhasználás
A hűtőket gyakran használjuk reflux üzemben, ahol a folyadékokból forralás hatására keletkező gőzöket nem engedjük távozni a légkörbe, hanem a hűtő segítségével lekondenzáljuk őket és visszafolynak a forraló edénybe. Ez a módszer egyrészt csökkenti az oldószer-veszteséget, másrészt lehetővé teszi, hogy megakadályozzuk esetlegesen gyúlékony gőzök levegőbe távozását.
A hűtőket emellett gyakran alkalmazzuk desztillációknál, ahol a meleg gőzöket lekondenzáljuk és külön gyűjtőedénybe gyűjtjük. A frakcionált desztilláció általában léghűtéses Vigreux kolonnát használnak, melynek segítségével az egyes gőzalkotókat egymástól részlegesen el tudjuk választani.
Mikrodesztillációs technikáknál kereskedelmi forgalomba kaphatók különböző eszközök, melyek általában egybeépített Claisen feltétből, hűtőből és adagoló lombikból állnak. Ez csökkenti a rendszer térfogatás (kevesebb anyagot lehet desztillálni), másrészt kevesebb üvegcsiszolat van rajta, így csökkenti az elszennyeződés lehetőségét kenőzsírral vagy légbuborékokkal.

## Léghűtéses hűtők

### Léghűtéses hűtő
A léghűtéses hűtő a legegyszerűbb hűtők egyike. Egy csőből áll, a gőz a hőt az üvegnek adja át, amit kívülről a levegő hűt. Működési elvét tekintve hasonló az alkimisták által használt retortához. A léghűtéses hűtőt általában frakcionált desztillációknál használják, és kívülről körbevehetik üvegdarabokkal, fémdarabokkal vagy Rashig gyűrűkkel, hogy megnöveljük a tányérszámot (ez azt jelenti, hogy az elválasztás hatékonyabb lesz).

### Vigreux kolonna
A Vigreux kolonna egy léghűtéses hűtő, melyet jellemzően frakcionált desztillációnál mint frakcionáló kolonnát használnak. Míg a legtöbb kolonnának sima henger alakú fala van, addig a Vigreux kolonna hengerfalába betüremkedéséket láthatunk (amelyek olyanok, mintha valami tűszerű tárgyakat nyomtak volna be a hengerfalba).

## Vízhűtéses hűtők

### Liebig hűtő
A Liebig hűtő a legalapvetőbb vízhűtéses hűtő. A belső csöve egyenes, így viszonylag olcsó a gyártása. Nevét Justus von Liebig német vegyészről kapta, bár nem ő a felfedezője, mivel már előtte alkalmazták. Nagy szerepe volt azonban a hűtő elterjesztésében. Valójában többen fejlesztették ki közel azonos időben: Christian Ehrenfried Weigel német vegyész 1771-ben, P. J. Poisonnier francia vegyész 1779-ben és Johan Gadolin finn vegyész 1791-ben. Johann Göttling német gyógyszerésznek a Weigel által 1794-ben leírt alakhoz képest javításokat vezetett be, melyeket 1843-ban Liebig is kiegészített.
A Liebig hűtő sokkal hatékonyabb, mint a retorta, elsősorban folyadékhűtése miatt. A víz erőteljesebb hűtőközeg, mint a levegő, az állandó áramlása pedig segít állandó hőmérsékleten tartani a hűtő hőmérsékletét. Ennek köszönhetően a Liebig hűtővel jelentősen több bemenő gőz kondenzálható le, mint egy léghűtéses hűtővel vagy retortával.

### Graham hűtő
A Graham hűtőnek spirális belső csöve van, mely a hűtő hosszában fut végig. Kétféle használata van. Az egyikben a spirálban folyik a hűtőközeg és a köpenyben játszódik le a kondenzáció. Ezen elrendeződésnél a gőzök áramlási sebessége nem mehet egy adott érték fölé, mivel nagy gőzáram esetén a kondenzáció nem lesz teljes. A másik kivitelezésben a köpenyben folyik a hűtőközeg és a spirálban a kondenzálandó gőz és a kondenzátum. Ez az elrendeződés meghatározza az összegyűjtött kondenzátum mennyiségét. Itt a gőzök, a spirál hatása miatt, igen nagyobb mértékben érintkeznek a hűtőközeg hatásával.

### Dimroth hűtő
A Dimroth hűtő hasonlít a Graham hűtőhöz. Kivitelezésében mindig a spirálban folyik a hűtőközeg és a köpenyben történik a kondenzáció. A spirál itt kettő, mivel mind a bemenete, mind a kimenete fölül van. A gőzök általában alulról fölfele vándorolnak. A Dimroth hűtő kialakítását ma főként a rotációs bepárló működési elvében használják ki. Nevét Otto Dimroth után kapta.

### Visszafolyó hűtő
A visszafolyó hűtő, Allihn hűtő vagy reflux hűtő nevét Felix Richard Allihnról kapta. A visszafolyó hűtő köpenye üvegcső, melyben mindig a hűtőközeg folyik, belső részében pedig egymással összekötött üveggömböcskék vannak. Az üveggömbök a sima csöves Liebig hűtővel szemben nagyobb felületet biztosítanak a kondenzációhoz. Ezt a hűtőt főleg visszafolyó hűtőként használják, tehát olyan esetekben, amikor forralást végeznek és a cél az oldószergőzök levegőbe történő távozásának megakadályozása.

### Friedrichs hűtő
A Friedrichs hűtő (gyakran csak Friedrich hűtő) egy belső spirális hideg ujj-szerű csőből és egy külső hengeres csőből áll. A hűtőközeg a belső hideg ujj-szerű spirálon folyik keresztül, a gőzök pedig a köpenytérben emelkednek alulról fölfelé és ezen a hideg ujjon kondenzálnak. Összehasonlítva a Graham hűtővel, mely hozzá hasonló, a Friedrichs hűtő nagyobb hatásos kondenzációs felülettel rendelkezik, így hatékonyabb a hűtésnél. A gőzöket nemcsak a hűtőközeg árama hűti, hanem a külső hengeres cső belső fala is. A spirális hideg ujj-szerű eszköz felfedezője Fritz Walter Paul Friedrichs volt, aki elsőként 1912-ben publikálta ezt a hűtőjét.

## Képek

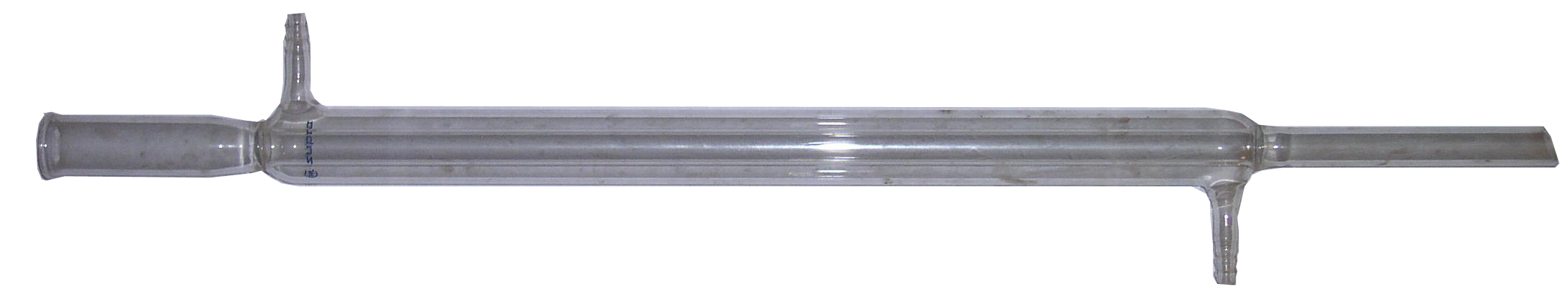
Az egyik legegyszerűbb típus — a Liebig hűtő
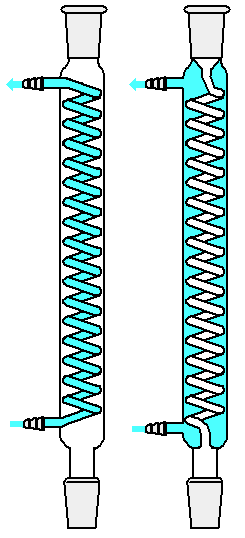
a Graham hűtő két felépítése
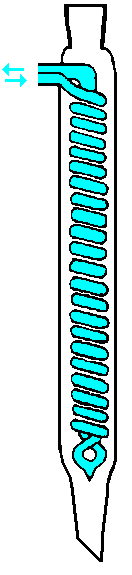
Dimroth hűtő
Allihn hűtő
Friedrich hűtő
Két Liebig és egy Allihn hűtő
Graham hűtő
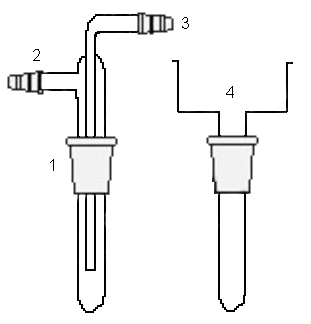
Hidegujj

## Fordítás
- Ez a szócikk részben vagy egészben  a   Condenser (laboratory) című angol Wikipédia-szócikk ezen változatának fordításán alapul.  Az eredeti cikk szerkesztőit annak laptörténete sorolja fel. Ez a jelzés csupán a megfogalmazás eredetét és a szerzői jogokat jelzi, nem szolgál a cikkben szereplő információk forrásmegjelöléseként.